# Кнышевичи (Светлогорский район)
Кнышевичи (бел. Кнышэ́вічы) — деревня в Паричском сельсовете Светлогорского района Гомельской области Республики Беларусь.

## География

### Расположение
В 40 км на северо-запад от Светлогорска, 37 км от железнодорожной станции Светлогорск-на-Березине (на линии Жлобин — Калинковичи), 150 км от Гомеля.

### Гидрография
На реке Рудянка (приток реки Нератовка). На юге и западе мелиоративные каналы.

## Транспортная сеть
На автодороге Октябрьский — Паричи. Планировка состоит из 2 прямолинейных параллельных улиц, ориентированных с юго-востока на северо-запад и соединённых переулком. Застройка двусторонняя, деревянная, усадебного типа.

## История
Согласно письменным источникам известна с XVI века как селение в Речицком повете Минского воеводства Великого княжества Литовского. По инвентарю Бобруйского староства 1639 года 30 валок земли, из которых 15 пустые. Во владении иезуитов, казны, а в 1777 году продана епископу виленскому И.Масальскому.
После 2-го раздела Речи Посполитой (1793 год) в составе Российской империи. В 1879 году обозначена в числе селений Паричского церковного прихода. Согласно переписи 1897 года действовали хлебозапасный магазин, часовня, постоялый двор. В 1900 году открыта школа, которая размещалась в наёмном крестьянском доме. В 1908 году в Паричской волости Бобруйского уезда Минской губернии.
В 1931 году организован колхоз «Ленинская искра», работала кузница. Во время Великой Отечественной войны освобождена от немецких оккупантов 24 июня 1944 года, в первый день наступления советских войск на этом участке во время операции «Багратион». Согласно переписи 1959 года располагались библиотека, клуб.

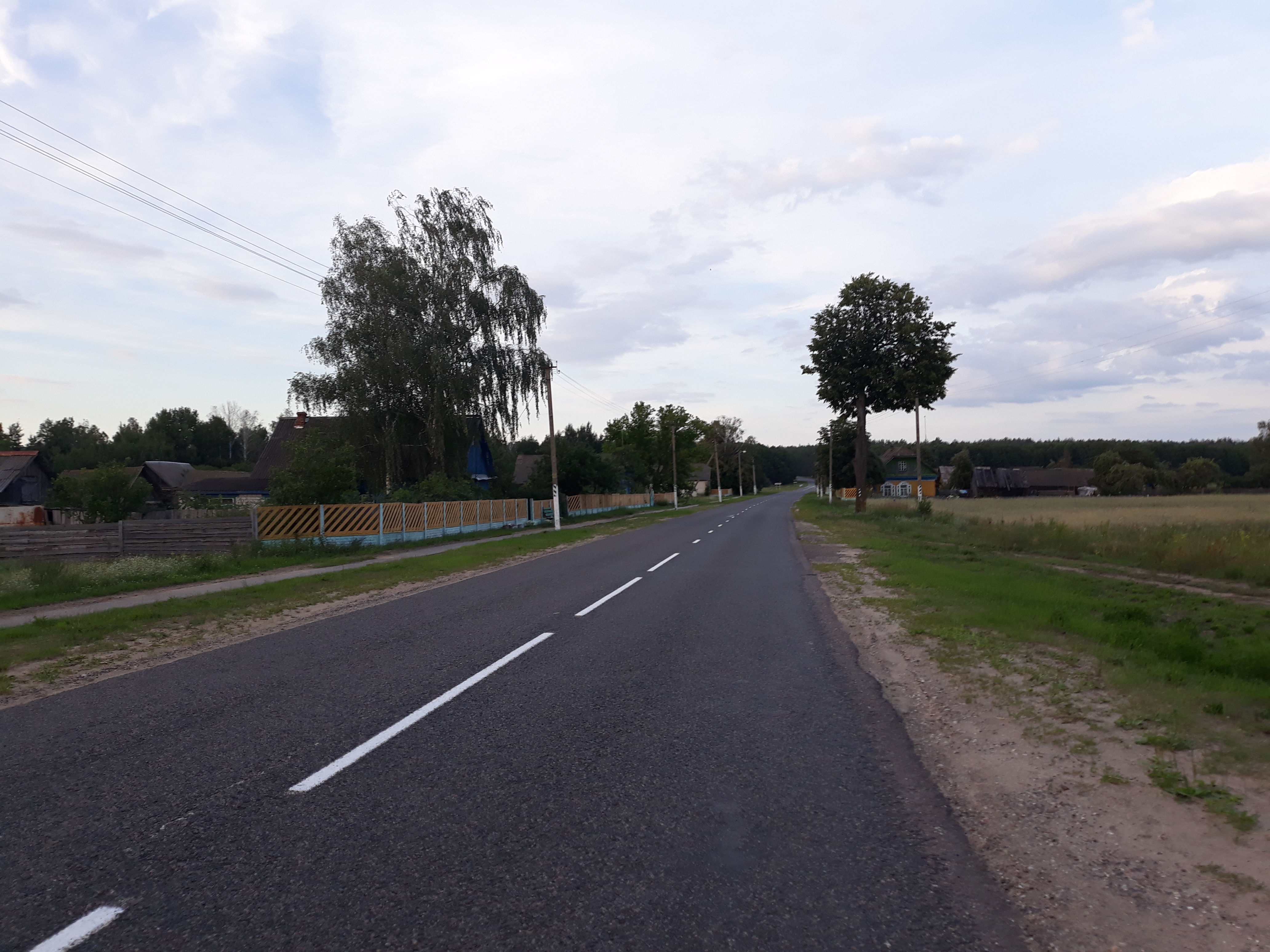

До 16 декабря 2009 года в составе Козловского сельсовета, с 16 декабря 2009 года в составе Паричского поселкового Совета депутатов, с 12 декабря 2013 года в составе Паричского сельсовета.

## Население

### Численность
- 2021 год — 43 жителя

### Динамика
- 1639 год — 29 дымов
- 1795 год — 40 дворов
- 1897 год — 74 двора, 477 жителей (согласно переписи)
- 1908 год — 83 двора, 439 жителей
- 1917 год — 101 двор, 665 жителей
- 1925 год — 142 двора
- 1959 год — 581 житель (согласно переписи)
- 2004 год — 68 хозяйств, 109 жителей
- 2021 год — 43 жителя

## Известные уроженцы
- С. М. Дикун — Герой Социалистического Труда, его имя носит одна из улиц Шклова